# فينسنت سميث
فينسنت سميث (بالإنجليزية: Vincent Arthur Smith؛ 3 يونيو 1843 - 6 فبراير 1920) عالم هنديات، ومؤرخ، وأمين متحف وعضو في الخدمة المدنية الهندية. كان أحد الشخصيات البارزة في علم التاريخ الهندي خلال حكم الراج البريطاني.
في سنة 1896 كان سميث هو المفتاح الرئيسي لفضح تزييف ألويس أنطون فوهرر للأثار، بعد أن ضبطه متلبسًا بنحت نقوش مزيفة.
بعد تقاعده، كتب سميث عدة دراسات عن التاريخ الهندي. تضمنت هذه الدراسات دراستين عن الإمبراطورين أشوكا وجلال الدين أكبر على التوالي، واللتان استمر في مراجعتهما وتحديثهما لتعكسا الأبحاث والمعلومات الجديدة.  كما كتب مجلدين شاملين عن التاريخ الهندي، هما التاريخ المبكر للهند (The Early History of India) وتاريخ أكسفورد للهند (The Oxford History of India)، بالإضافة إلى كتاب عن تاريخ الفنون الجميلة في الهند وسريلانكا.
كُرم سميث بمنحه وسام الإمبراطورية الهندية. حصل على درجة الدكتوراة من كلية الثالوث في دبلن سنة 1919. توفي في أكسفورد يوم 6 فبراير 1920.